# Odlikovanja Slovenske vojske
Odlikovanja Slovenske vojske so vsa odlikovanja, ki jih dobijo pripadniki Slovenske vojske za izkazano hrabrost, poveljevanje in druge zasluge v vojni in miru. Odlikovanja so opredeljena v Pravilniku o priznanjih Ministrstva za obrambo.

## Seznam
Redovi
- Častni vojni znak
- Red generala Maistra
- Red Slovenske vojske

Medalje
- medalja za hrabrost
- medalja za kulturne dosežke in promocijo Slovenske vojske
- medalja za ranjence
- medalja ministra za obrambo
- medalja za zasluge
- medalja načelnika Generalštaba Slovenske vojske
- medalja za znanstveno-raziskovalne dosežke Fridolin Kavčič
- medalja za mednarodno sodelovanje
- medalja vojaku Slovenske vojske za dosežene uspehe
- medalja generala Maistra
- medalja Slovenske vojske
- medalja Manevrske strukture narodne zaščite
- medalja za nadzor zračnega prostora
- medalja za sodelovanje in prijateljstvo
- medalja v službi miru
- medalja generala Franca Rozmana Staneta

Priznanja za delo na obveščevalno varnostnem področju
- znak Obveščevalno varnostne službe
- pohvala Obveščevalno varnostne službe
- kovanec Obveščevalno varnostne službe
- plaketa Obveščevalno varnostne službe

Druga
- odlikovanja najboljših vojakov Slovenske vojske
- znak za zasluge pri organiziranju nove TO RS
- plaketa ministra za obrambo
- Priznanje vojaku Slovenske vojske za dosežene uspehe
- Listina za dosežene uspehe pogodbenemu pripadniku rezervne sestave
- Priznanje za delo na športnem področju
- Priznanje za najboljše strelce
- Priznanje za dolgoletno službo
- Priznanje za sodelovanje
- Priznanje delodajalcem pripadnikov pogodbene rezerve

Spominska odlikovanja
- spominski znaki Slovenske vojske
- spominske značke Slovenske vojske
- spominski kovanci Slovenske vojske